# Djupa Holmsjön
Djupa Holmsjön är en sjö i Gnesta kommun i Södermanland och ingår i Trosaåns huvudavrinningsområde. Sjön är 24,3 meter djup, har en yta på 0,139 kvadratkilometer och är belägen 58,2 meter över havet. Sjön avvattnas av vattendraget Sågbäcken. Vid provfiske har bland annat abborre, gers, gädda och löja fångats i sjön.

## Delavrinningsområde
Djupa Holmsjön ingår i det delavrinningsområde (656185-156851) som SMHI kallar för Utloppet av Nyckelsjön. Medelhöjden är 66 meter över havet och ytan är 5,27 kvadratkilometer. Räknas de 2 avrinningsområdena uppströms in blir den ackumulerade arean 6,02 kvadratkilometer. Sågbäcken som avvattnar avrinningsområdet har biflödesordning 2, vilket innebär att vattnet flödar genom totalt 2 vattendrag innan det når havet efter 64 kilometer. Avrinningsområdet består mestadels av skog (86 procent). Avrinningsområdet har 0,62 kvadratkilometer vattenytor vilket ger det en sjöprocent på 11,8 procent.

## Fisk
Vid provfiske har följande fisk fångats i sjön:
- Abborre
- Gärs
- Gädda
- Löja
- Mört
- Nors